# Konsulat Białorusi w Białej Podlaskiej
Konsulat Białorusi w Białej Podlaskiej (biał. Консульства ў Бялай Падлясцы) – misja konsularna Republiki Białorusi w Białej Podlaskiej, w Rzeczypospolitej Polskiej.